# Banter Kirche

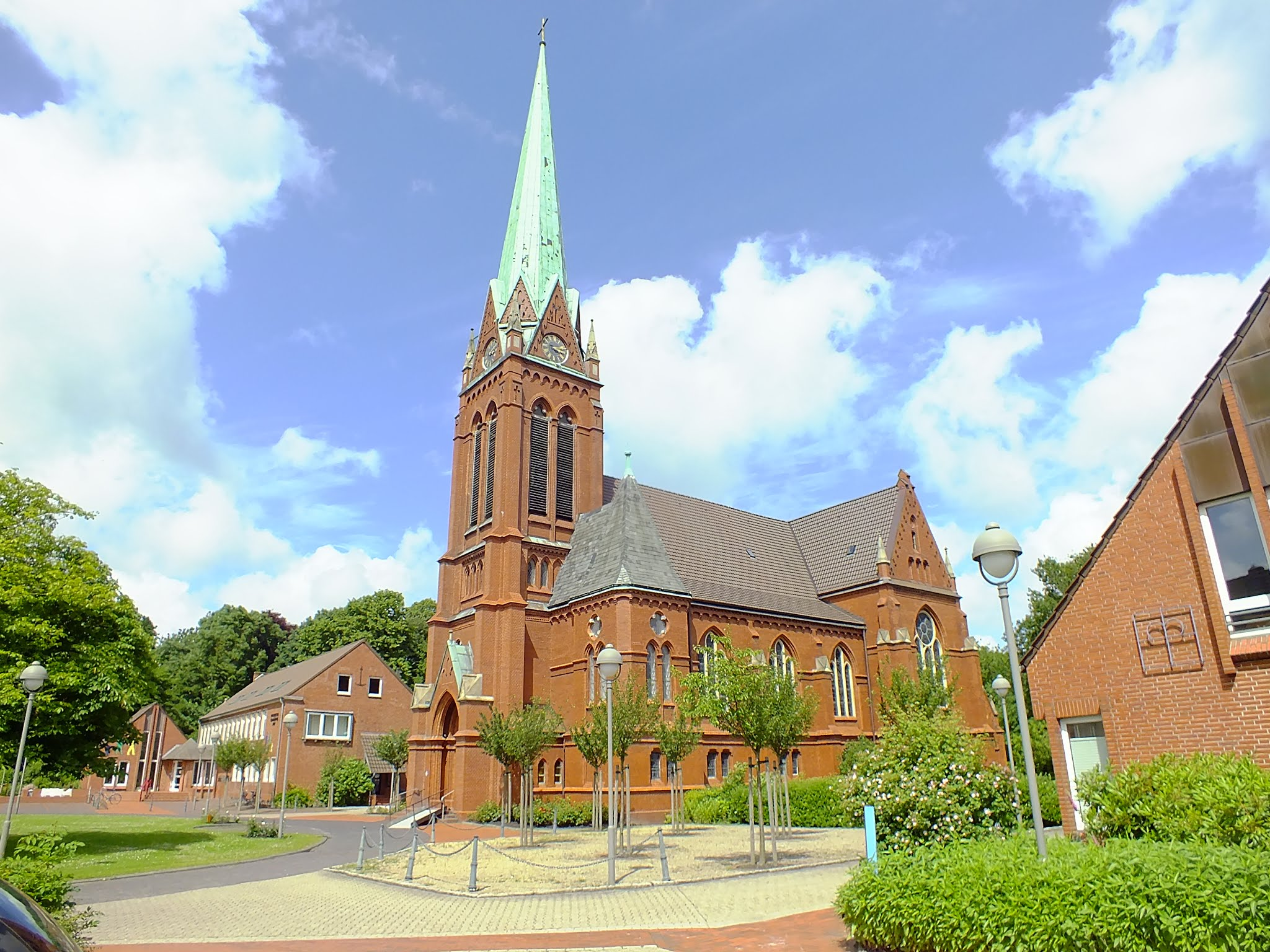
Banter Kirche

Die evangelisch-lutherische Banter Kirche ist ein Kirchengebäude im Wilhelmshavener Stadtteil Bant.
Die Kirchengemeinde Bant gehört zum Kirchenkreis Friesland-Wilhelmshaven der Evangelisch-Lutherischen Kirche in Oldenburg.

## Baugeschichte
Die Banter Kirche ist in den Jahren 1899 bis 1900 errichtet worden. Die Entwürfe zum Bau der neogotischen Hallenkirche stammen von dem Oldenburger Baurat Ludwig Freese. Am 7. Juni 1899 wurde der Grundstein gelegt, die Einweihung erfolgte am 20. Dezember 1900. 1943 wurden Gemeindehaus und Pfarrhaus bei einem Luftangriff zerstört und die Kirche leicht beschädigt, jedoch bei einem weiteren Luftangriff am 15. Oktober 1944 wurde das Gotteshaus schwer in Mitleidenschaft gezogen. Karfreitag 1945 wurde die Kirche erneut von Bomben getroffen. Die Beseitigung der Kriegsschäden dauerte bis 1953.

## Ausstattung

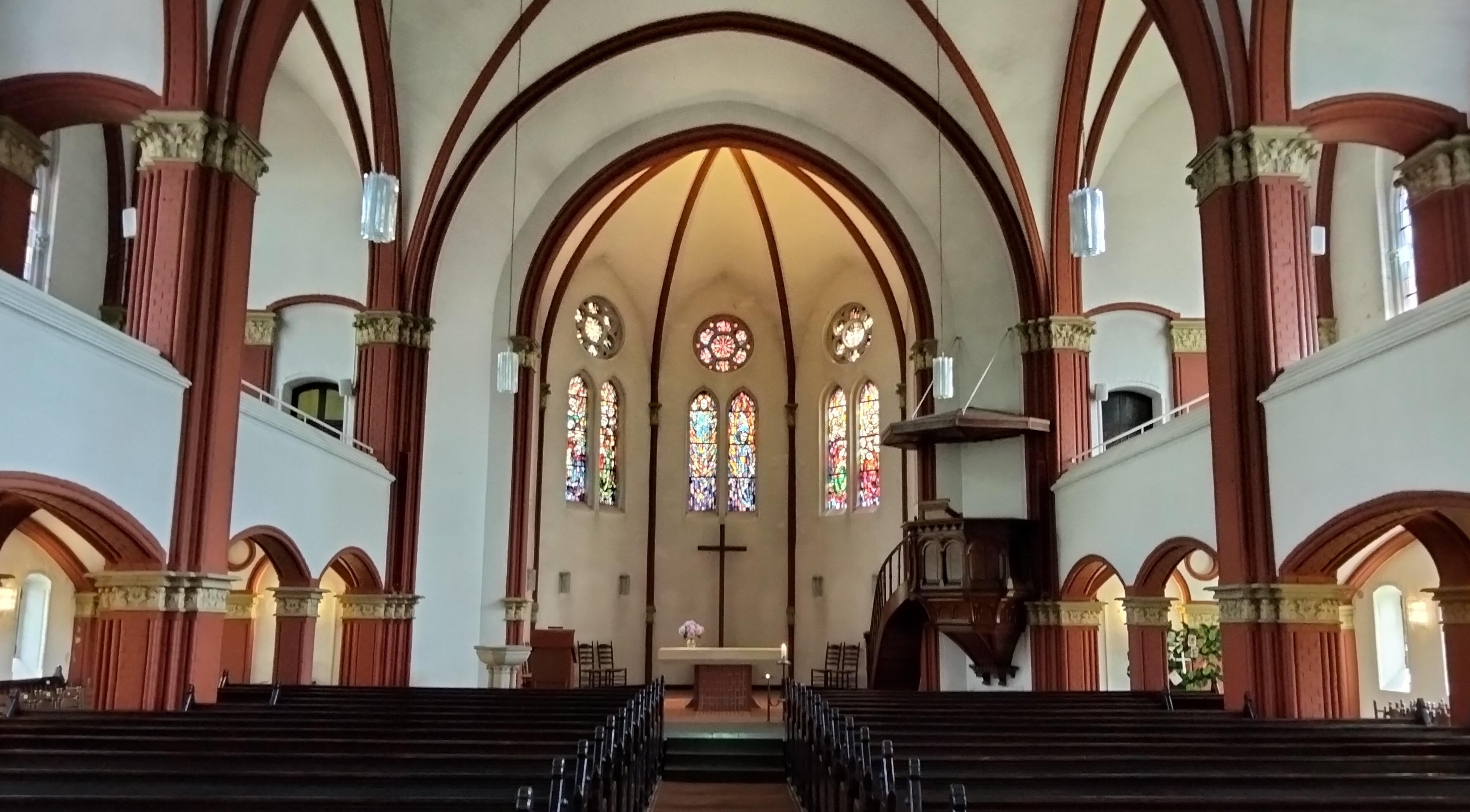
Kircheninneres

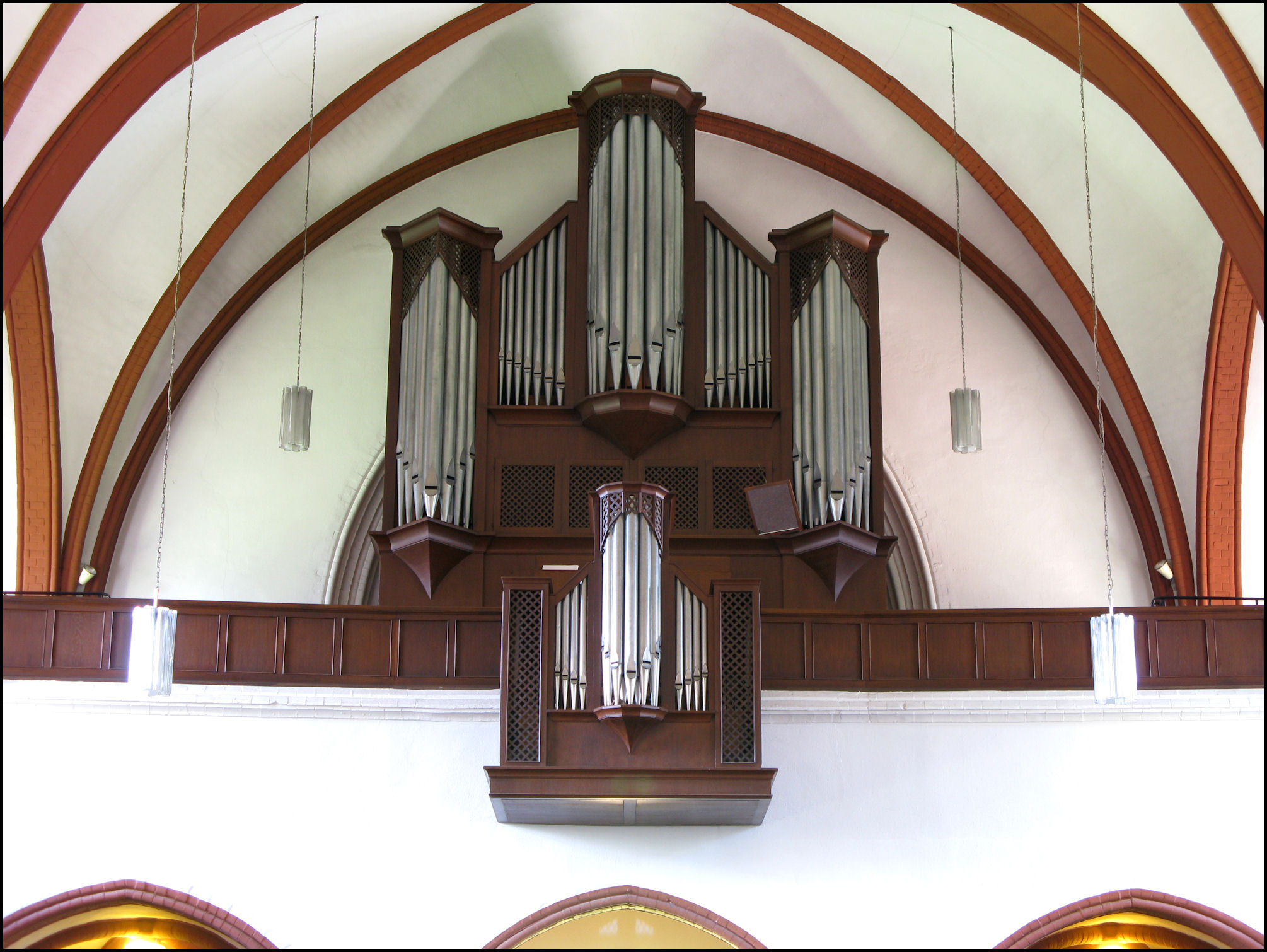
Orgelprospekt mit Rückpositiv der Banter Kirche

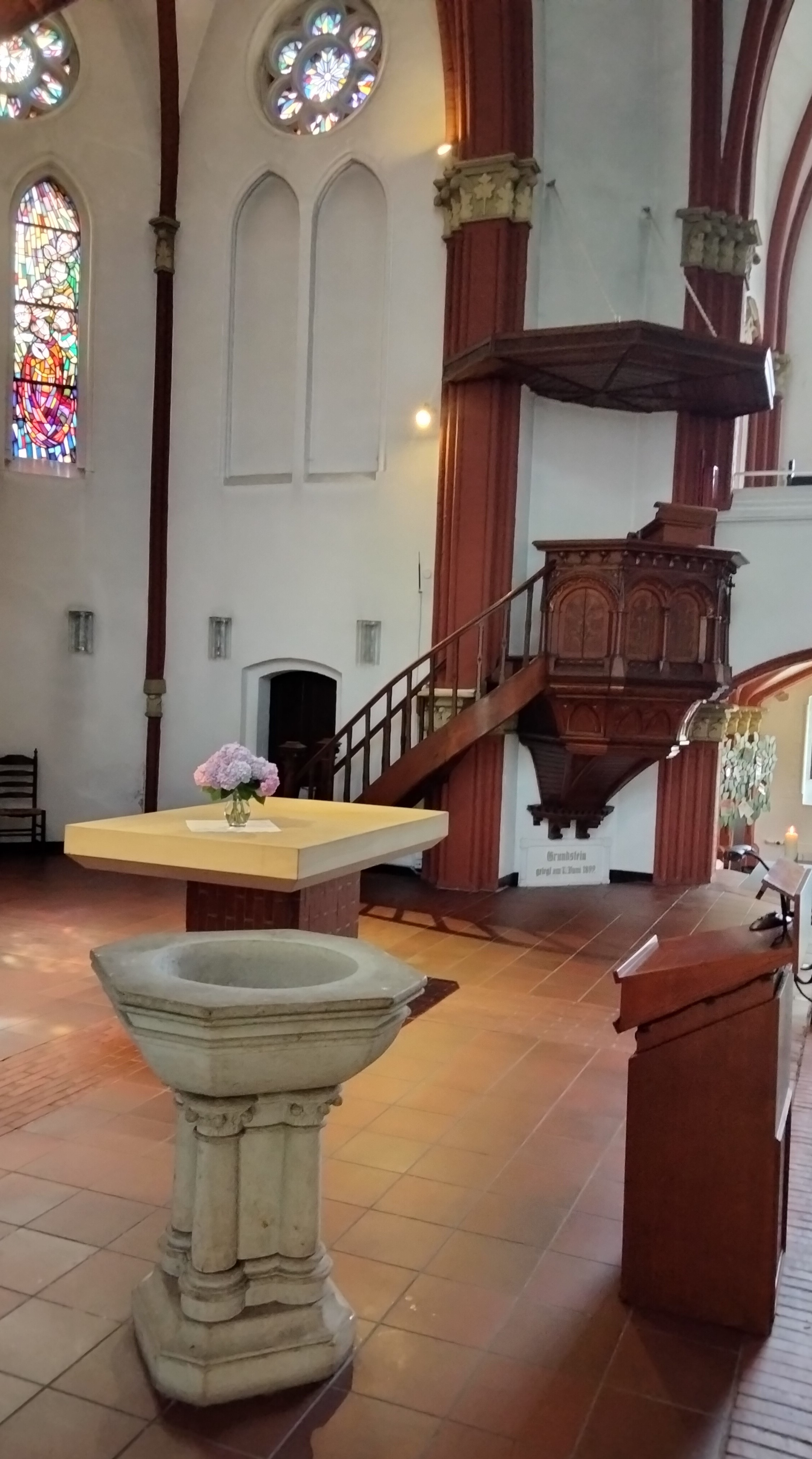
Taufstein, Kanzel und Grundstein

Kanzel, Taufbecken und Bänke haben die Zerstörung überstanden und stehen unter Denkmalschutz. Unterhalb der Kanzel ist der Grundstein zu sehen.

### Fenster
Die Kirchenfenster entwarf der Delmenhorster Kirchenmaler Hermann Oetken (1909–1998). Sie wurden 1952 (Fenster im Altarraum), 1955 (Apostelfenster) und 1957 (Prophetenfenster, Fenster mit Mose und David) eingebaut.

### Altar
Das verloren gegangene Altarretabel mit Schnitzarbeiten von Modelltischler Röver aus Bant stammte von dem Oldenburger Tischlermeister Börjes. Der erhalten gebliebene Steinsockel ist 1978 durch einen Altar aus Sandstein ersetzt worden.

### Kanzel
Die Kanzel wurde hergestellt vom Tischlermeister Freudenthal aus Bant. Die Schnitzereien fertigte – wie bei dem einstigen Altarretabel – Modelltischler Röver.

### Taufstein
Der Taufstein stammt aus der Erbauungszeit der Kirche. Im Jahre 1968 wurde die Schale vertieft, und der Bremerhavener Künstler Gerhard Olbrich gestaltete den Deckel aus Bronze neu. Der Griff zeigt die Taufe Jesu durch Johannes.

### Orgel
Die ursprüngliche Orgel von 1934 wurde bei den Luftangriffen im Zweiten Weltkrieg zerstört. Die heutige 35-registrige Orgel wurde 1953 von der Firma Alfred Führer (Wilhelmshaven) gebaut. Die Disposition haben Alfred Führer und Georg Hackstette (Kantor von 1917 bis 1963) gemeinsam entworfen.

### Glocken
Den für den Neubau der Banter Kirche von der Glockengießerei Otto in Hemelingen gegossenen drei Glocken waren folgende Bibelworte, die die Banter Kirchenglocken bis heute tragen, gewidmet (Lukas 2, 14):
- große Glocke: Ehre sei Gott in der Höhe,
- mittlere Glocke: Friede auf Erden,
- kleine Glocke: Und den Menschen ein Wohlgefallen.

Den ersten Glocken war nur ein „kurzes Leben beschieden“, sie mussten 1917 für Kriegszwecke abgeliefert werden.

Auch die 1925 von Glockengießerei Christian Stoermer aus Erfurt als Ersatz hergestellten Glocken läuteten nur kurze Zeit in Bant, sie waren im II. Weltkrieg (1940) abzugeben.

Nur die kleine Glocke hat die Kriegsjahre überstanden, sie konnte 1947 vom Glockenfriedhof in Hamburg zurückgeholt werden.

1962 wurde das Geläut mit zwei Glocken, die von der Glockengießerei Rincker in Sinn gegossen wurden, wieder vervollständigt.